# Betaniakyrkan, Vadstena
Betaniakyrkan, Vadstena var en kyrkobyggnad i Vadstena. Kyrkan tillhörde Vadstena baptistförsamling. 1995 såldes kyrkan.

## Historik
Kapellet stod klar den 12 november 1905 på Motalagatan i Vadstena. 1955 byggdes kyrkan om och kallades efter ombyggnationen för Betaniakyrkan. 1995 såldes kyrkan då församlingen slogs samma med Vadstena missionsförsamling.

## Orgel
Den nuvarande orgeln köptes in 1973 från Säby kyrka, Småland. Orgeln var byggd 1964 av Grönlunds Orgelbyggeri, Gammelstad och är mekanisk.
| Manual        | Pedal   |
| Gedackt 8'    | Bihängd |
| Rörflöjt 4'   |         |
| Principal 2'  |         |
| Kvinta 1 1⁄3' |         |